# Pagurus stevensae
Pagurus stevensae är en kräftdjursart som beskrevs av J. F. L. Hart 1971. Pagurus stevensae ingår i släktet Pagurus och familjen eremitkräftor. Inga underarter finns listade i Catalogue of Life.